# Étienne Aubry
Étienne Aubry (* 10. Januar 1745 in Versailles; † 25. Juli 1781 ebenda) war ein französischer Maler.

## Leben

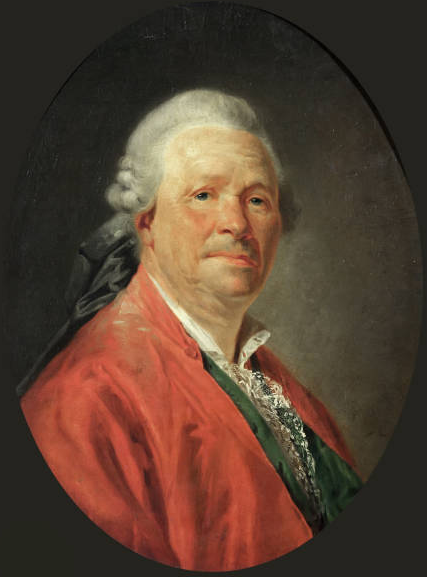
Porträt von Gluck, 1777

Étienne Aubry erlernte sein Handwerk zunächst bei Jacques Augustin de Silvestre (1719–1809) und ging darauf zu Joseph-Marie Vien in die Lehre. Die Pariser Königliche Akademie für Malerei und Bildhauerei ernannte ihn 1771 zum Porträtmaler. Nachdem er im selben Jahr im Salon de Paris mit vier Gemälden vertreten war, porträtierte er in den folgenden drei Jahren unter anderen Christoph Willibald Gluck, Étienne Jeaurat, Victoire von Frankreich, Noël Hallé und den Bildhauer Louis-Claude Vassé (1717–1772). Beeinflusst von Jean-Baptiste Greuze wandte er sich 1775 der Genremalerei zu. 1777 hatte er im Salon de Paris mit seinem Gemälde Le mariage rompu großen Erfolg. Im Herbst desselben Jahres schickte ihn sein Mäzen, der Comte d’Angiviller, nach Rom. Zu der erhofften, vom Comte initiierten Karriere als Historienmaler kam es nicht. Aubry malte in Italien wenig und kehrte 1780, an Malaria erkrankt, nach Paris zurück. Daheim malte er in seinem Sterbejahr noch Les Adieux de Coriolan à sa femme. Es wurde, postum 1781 im Salon de Paris gezeigt, ein Erfolg.
Die erste französische Werther-Ausgabe wurde von Aubrys Bruder Philippe-Charles (1744–1812) übersetzt. Étienne Aubry heiratete Marie-Madeleine Boquet, die Tochter des Malers Louis-René Boquet (1717–1814). Das Paar hatte einen Sohn – Marie-Augustin, geboren um 1774 in Paris. Der Junge ging am 2. April 1788 bei François-André Vincent in die Lehre und war 1791 noch dort tätig.

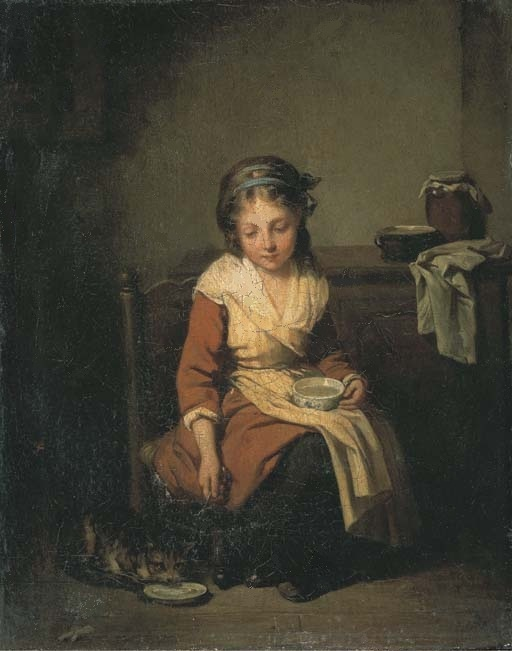
Mädchen mit Katze

## Werke (Auswahl)
Bilder von Étienne Aubry sind in mehreren Sammlungen präsent:
- Musée de l’Histoire de France, Versailles
- Christoph Willibald Gluck (um 1771) Louvre, Paris
- Musée des beaux-arts et d’archéologie de Châlons-en-Champagne
- Les Adieux de Coriolan à sa famille, au moment où il part pour se rendre chez les Volsques (1781), Musée d’art et d’histoire de Cholet, Cholet
- La Bergère des Alpes (1775), Detroit Institute of Arts, Detroit[3]
- L’Adieu à la gouvernante (1777), Sterling and Francine Clark Art Institute, Williamstown (Massachusetts)
- Elterliche Liebe (1775), Barber Institute of Fine Arts, Birmingham[4]